# Enzai
Enzai (冤罪 lit. Falsamente acusado?) es una novela visual japonesa de género yaoi desarrollada por el equipo de software Langmaor y lanzada para formato PC el 13 de septiembre de 2002. En 2006, fue licenciada por la distribuidora de videojuegos JAST USA para su lanzamiento en Estados Unidos bajo el nombre de Enzai – Falsely Accused. Enzai fue el primer videojuego yaoi en ser comercialmente lanzado en el país.
La historia se centra en Guys, un joven que es falsamente acusado de asesinar a un hombre al que jamás ha conocido y es posteriormente enviado a prisión por el mismo detective que le ha inculpado, Guildias. A partir de ese momento, la mayor parte de la trama tiene lugar dentro de la malograda y sucia prisión, donde Guys experimentará incontables humillaciones y torturas, tanto física como psicológicamente.

## Argumento
La historia se desarrolla en una Francia posrevolucionaria situada a principios del siglo XIX. A pesar de que la fecha nunca se específica con exactitud, se dice que Napoleón Bonaparte aún sigue en el poder. Un personaje, además, señala que son varios años antes del aniversario número veinte de la Revolución Francesa, colocando los acontecimientos del juego en los años anteriores de 1809.
El protagonista es Guys, un joven proveniente de una familia pobre que es acusado por un detective llamado Guildias del asesinato de un hombre al que nunca conoció. Guys, incapaz de probar su inocencia, es condenado a cadena perpetua. El objetivo principal del juego es que el jugador (como Guys) localice evidencias y testigos que puedan exonerarlo del asesinato, revelar el nombre del verdadero asesino y ganar su libertad. Las metas secundarias incluyen el aprender los motivos del asesino para cometer su crimen, descubrir la historia misma tras el asesinato, mantener a Guys física y psicológicamente estable y formar una relación romántica con los otros personajes masculinos de la prisión.

## Modo de juego
La interacción del juego es extremadamente limitada, al ser una novela visual. La mayoría de la jugabilidad de Enzai consiste en leer el texto y ver las ilustraciones de las respectivas escenas. El papel del jugador también se ve limitado a, en algunas intersecciones de la historia, la capacidad de elegir solo una de dos opciones. Las opciones seleccionadas afectan el final del jugador y de los personajes. La naturaleza del juego y la revelación incompleta de los aspectos de la conspiración principal, significa que el jugador no ha descubierto la trama completa hasta que hayan completado todos los finales y desbloqueado todas las escenas.
Mientras que hay once finales, solamente siete de éstos se pueden considerar "oficiales". Hay, de hecho, dos conspiraciones no relacionadas; una con Durer, Bollanet y la mayoría de los prisioneros, y otra con Guys, Guildias y la historia de su encarcelamiento. En el juego, parece que Durer es consciente de que Guys es inocente y que Guildias es un detective corrupto y viceversa. Durer y Guildias son socios en el malvado sistema penitenciario de la prisión.
Como toda novela visual, Enzai tiene una serie de posibles finales, en algunos los protagonistas mueren en sus fallidos intentos de escapar de la prisión, en otros logran probar su inocencia y otros donde permanecen en prisión de por vida.

## Personajes
Guys (ガイズ Gaizu?)
Voz por: Tatsuki Amano
Es el protagonista principal de la historia. Guys ha sido condenado por un asesinato que no cometió como parte de una conspiración de la que no se encuentra consciente. Se le describe como un niño humilde que forma parte de una pandilla, la cual constantemente comete delitos menores, tales como robar dulces en las tiendas. En prisión, es víctima de numerosos maltratos y abusos por parte de Guildias, guardias y otros prisioneros. Durante las escenas de violación, Guys tiende a mostrar signos de sadomasoquismo. Al principio de la historia, Guys afirma ser heterosexual, pero cuando tiene encuentros sexuales con otros personajes masculinos, parece avergonzado de ello.
Guildias (ギルディアス Girudiasu?)
Voz por: Yūsei Oda
Es el detective que arresta a Guys y lo acusa de asesinato. Regularmente visita, tortura y viola a numerosos jóvenes de la prisión, incluyendo a Guys. A medida que la historia avanza, se revela que Guildias incriminó a Guys de ser culpable del asesinato debido a un falso temor de que este le vio secuestrar a otro personaje, Muca. Guildias es también el verdadero asesino del hombre al que Guys fue acusado de asesinar. Para demostrar su inocencia, Guys y sus amigos deberán descubrir suficiente evidencia como para vincularlo con el asesinato y establecer que Guys no pudo haber cometido el crimen. Si el jugador tiene éxito, Guildias acaba perdiendo su sanidad en un juicio y es arrestrado.
Durer (デューラ Dyūra?)
Voz por: Kishō Taniyama
Un sádico guardia de la prisión que, al igual que Guildias, regularmente viola, humilla y tortura a los prisioneros, especialmente a Guys y Vallewida. Su padre, Bollanet, es un funcionario gubernamental de alto rango que lo protege de los cargos que son levantados contra él (la mayoría de los prisioneros bajo el cuidado de Durer terminan muriendo en circunstancias misteriosas). En uno de los finales, cuando Guys no logra enfrentarse a Durer y a los otros guardias, se convierte en el "esclavo sexual" de Durer. En otro, Guys, junto con Vallewida y Evan, son asesinados por Durer para encubrir una conspiración. Si la conspiración es descubierta, Durer es (presumiblemente) arrestado con los demás.
Bollanet (ボルアネ Boruane?)
Voz por: Hiroomi Sugino
Es el padre de Durer, quien trabaja como un funcionario gubernamental. En varias ocasiones abusa sexualmente de Guys y Vallewida. Bollanet puede ser expuesto como el jefe de una gran conspiración en la cual, como oficial del ejército francés, abusó de su posición; aparentemente ordenó la muerte de civiles inocentes y robó trigo a los pobres para contrabandear y venderlo en el mercado negro. Guildias y Durer fueron sus cómplices acusando a gente inocente y una vez en prisión, matando a cualquier posible testigo de sus actos.
Evan (エバ Eba?)
Voz por: Kazuya Ichijō
Un prisionero excepcionalmente optimista, un antiguo un periodista que, con la ayuda de su amigo, el abogado Lusca, expuso a numerosos corruptos en el pasado. A diferencia de los demás prisioneros, se le fue dada una condena relativamente corta de unos pocos años. Más tarde, se revela que fue hecho prisionero por Bollanet después de haber descubierto sus operaciones de contrabando, conocimiento por le cual corre peligro de muerte. En uno de los finales, Guys y él se convierten en amantes, con Evan decidiendo permanecer lejos del periodismo por un tiempo.
Jose (ジョゼ Joze?)
Voz por: Katsuyuki Konishi
Un joven violento que fue encarcelado por violar a una monja. A menudo trata de abusar de otros prisioneros y por lo general, se le ve acompañado de Io, a quien trata como un esclavo sexual. Más adelante, se revela que Jose formaba parte de una pandilla que ayudó al hombre al que Guys fue acusado de asesinar. Este hombre (Jared) era un detective privado que estaba investigando a Guildias por un caso de secuestro. A pesar de ser analfabeto, Jose posee el diario de Jared y ha afirmado estar dispuesto a separarse de este si Guys acepta tener relaciones con él. El diario es esencial para demostrar que Guildias es el verdadero asesino y exonerar a Guys. En uno de los finales, Guys y Jose comienzan una relación de amor mutuo. Jose más tarde decide convertirse en detective privado con Guys como su asistente.
Lusca (ルスカ Rusuka?)
Voz por: Kōichi Sera
Un abogado que fue contratado por la familia de Guys, principalmente porque es alcohólico y como tal, sus comisiones son baratas. La familia de Guys le dio suficiente dinero para visitar a Guys en la cárcel en doce ocasiones, después de lo cual, ya no tiene el deber de ayudar a Guys. Aunque Lusca parezca inicialmente incompetente e indiferente, si Guys se hace amigo de Evan, se revelará que Lusca fue una vez un abogado respetado e inteligente que más tarde se volcó a la bebida. A menos que Guys reciba esta información, Lusca perderá interés en el caso y esto conducirá a un final malo. Lusca y Evan solían ser amigos cercanos que se ayudaron mutuamente en sus respectivas profesiones (se sugiere que ambos tuvieron una relación romántica, pero Evan lo alejó de él para protegerlo). 
Vallewida (ヴァルイーダ Varuīda?)
Voz por: Risato Habuki
Un antiguo soldado, Vallewida es un excéntrico personaje andrógino que aparentemente tiene más de una personalidad e inusualmente parece estar resignado a su encarcelamiento. Al parecer, también sufre de amnesia y ni siquiera es capaz de recordar el crimen que lo envió a prisión. Es regularmente violado y maltratado tanto por Durer como por Bollanet. Aunque Vallewida ofrece varias excusas para su comportamiento inusual (incluyendo una adicción imaginaria al opio), si se revela la conspiración del juego, resulta que mientras estaba en el ejército, presenció las operaciones de contrabando de Bollanet y tiene pruebas que lo demuestran, a pesar de los intentos de Bollanet de quitarle la información. Si el jugador descubre estos hechos, la razón de la depresión de Vallewida y su remordimiento se hacen claros, revelando que se siente culpable por ayudar a Bollanet mientras servía bajo su mando, a pesar de solo haber seguido órdenes.
Io (イオ?)
Voz por: Hazuki Arashi
Un niño pequeño quien es el "esclavo" de Jose y como tal, constantemente es maltratado y abusado por este. Siempre seguirá las órdenes de Jose sin importar que, y a pesar de su comportamiento pasivo, se revela que Io fue enviado a prisión por asesinato. Evan constantemente le protege, a menudo tratándolo como un hermano menor.

## Recepción
Enzai se convirtió en una franquicia exitosa en Japón, habiendo tenido una adaptación a un OVA de dos episodios, varias colecciones de CD dramas, una novela, un libro de arte oficial y una variedad de artículos coleccionables. Enzai también ha ganado reconocimiento fuera de su país de origen gracias a su atmósfera oscura y retorcida, trama profunda y escenas sorprendentemente gráficas. Enzai fue también el primer juego orientado a un público femenino que muestra sangre, violaciones, locura y abuso en lugar de las escenas románticas estándares del género shōjo.
En 2006, la compañía Jast Usa anunció que licenciaría el videojuego para su lanzamiento en Estados Unidos, siendo esta la primera licencia de un juego BL para su traducción al inglés. Sin embargo, algunas comunidades de aficionados criticaron la elección de un juego tan oscuro y poco romántico como Enzai para ser la primera exposición del mercado estadounidense al género.